# 斯维亚托戈尔斯基修道院

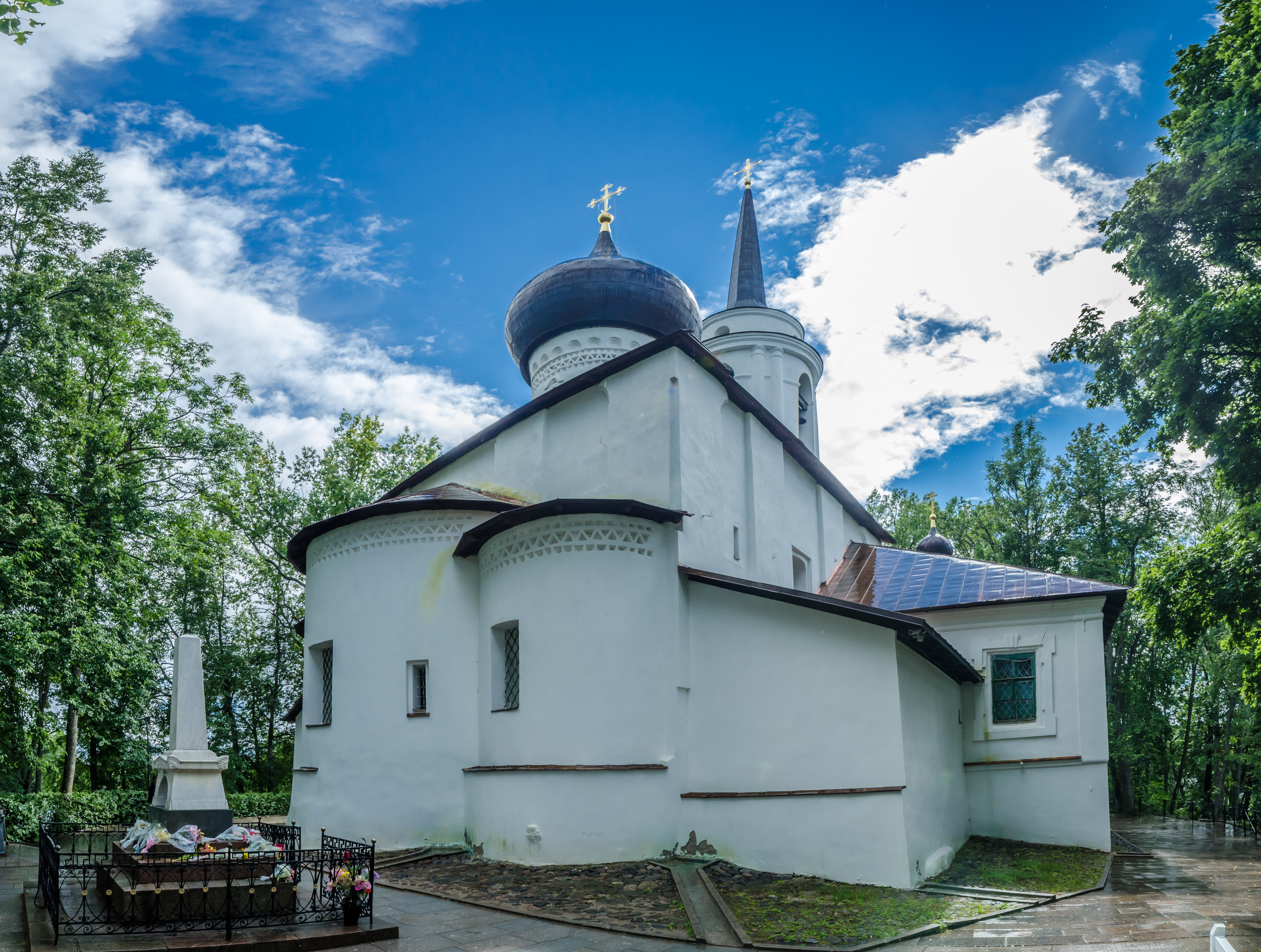
普希金墓

斯维亚托戈尔斯基修道院（俄语：Святогорский Свято-Успенский монастырь；法语：Monastère Sviatogorski）是一座东正教修道院，位于普斯科夫州普希金山莊區的普希金山莊村（Pouchkinskie Gory），在普斯科夫以南120公里。修道院内的圣母像，根据传说，是在1566年左右被一位名叫 Tymophée的牧羊人发现，地点在沃罗尼奇（Voronitch）小镇。
修道院始建于1569年，由伊凡雷帝下令建造，作为俄罗斯沙皇国的边界前哨。17世纪末，曾受到波兰国王巴托里·斯特凡军队的进攻。在18世纪，它失去了防御性军事功能。
十月革命后，1924年，男子修道院关闭。在第二次世界大战期间，修道院遭到严重破坏。1949年，大部分建筑物被修复。1992年，修道院归还俄罗斯东正教会。2007年，修道院已有28名修士。

## 普希金墓

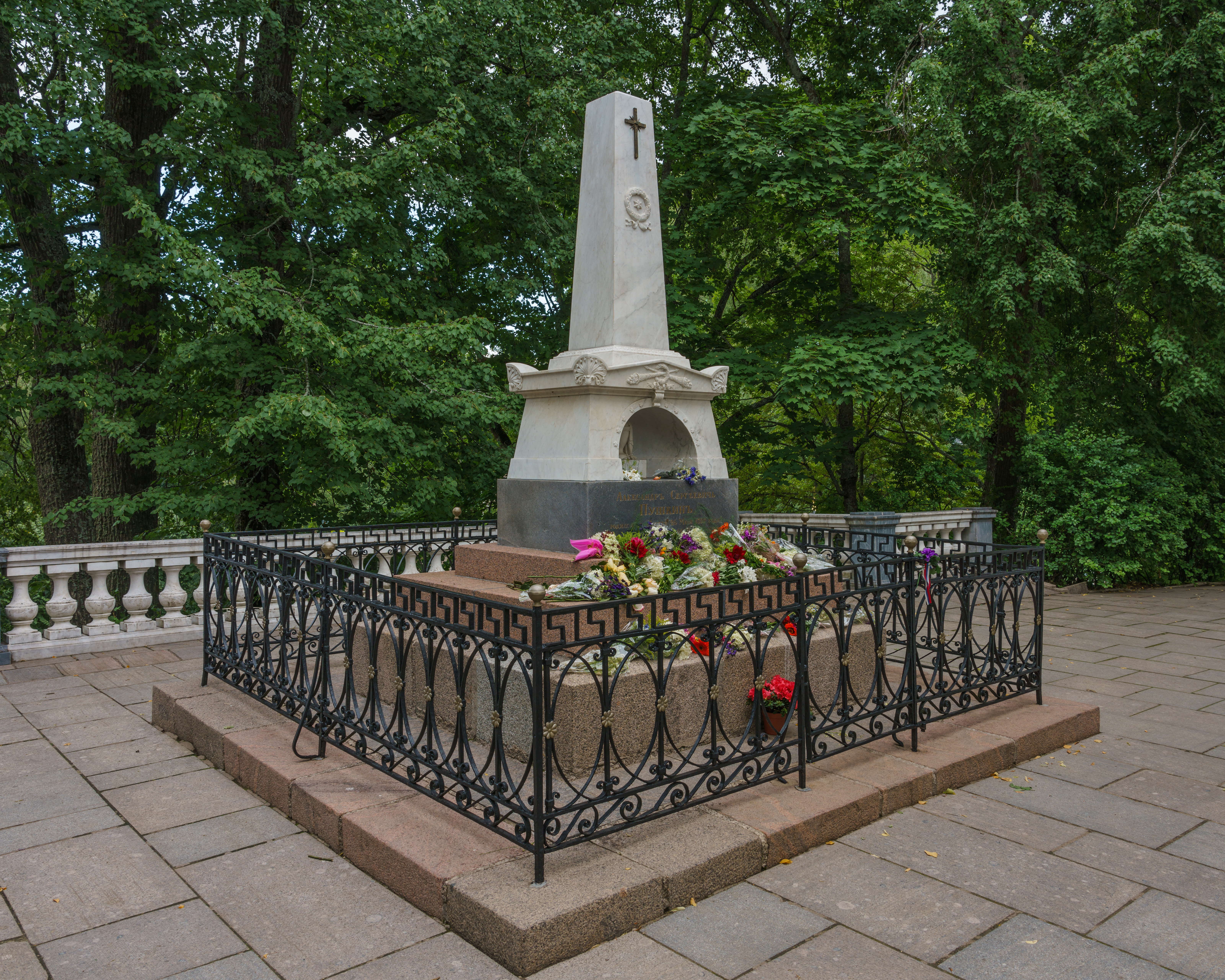
普希金墓

修道院最出名的就是诗人亚历山大·谢尔盖耶维奇·普希金的埋葬地，他自1837年去世以后，一直埋葬在阿布拉姆·彼得羅維奇·加尼巴尔后裔的祖父母的遗体附近。
1836年，普希金的母亲纳杰日达·奥西波夫纳·普希金娜去世，这位诗人为他自己也买了一个墓穴。仿佛是预感，因为他在第二年的决斗中死了。

普希金于1837年2月6日（18日）被安葬在那里，当时在场的有修院的修士、邻近的村民、仆人尼基塔·科兹洛夫、老朋友亚历山大·屠格涅夫（作家伊万·屠格涅夫的兄弟），以及密友普拉斯科维亚·奥西波娃的两个小女儿。沙皇尼古拉一世秘密地将棺材从 圣彼得堡科尼乌琴纳亚教堂église Koniouchennaïa 运到斯维亚托戈尔斯基。  
1841年，他的女儿纳塔利娅·亚历山德罗夫娜·普希金娜委托雕塑家佩尔马戈罗夫制作了一块大理石方尖碑。1902年，周围添加了一个白色的大理石栏杆。
在周围的几个村庄，有几个普希金家族的庄园，现在开设了米哈伊洛夫斯科耶博物馆（Musée de Mikhaïlovskoïe）。